# Симулятор менеджменту та будування
Симулятор менеджмену та будування (англ. construction and management simulation, CMS), також симулятор будівництва — жанр комп'ютерних ігор, піджанр симуляторів. В цих іграх гравець будує, розширує чи керує вигаданами спільнотами або проєктами з обмеженою кількістю ресурсів. Стратегічні ігри можуть поєднувати елементи симуляторів будівництва, оскільки гравці повинні управляти ресурсами, розшируючи власний проєкт. Проте чисті симулятори будівництва відрізняються від стратегічних ігор тим, що «гравцева ціль не є перемога над ворогом, а будування чогось в неперервному процесі». Ігри цією категорії часто називаються управлінськими іграми (від англ. management games — «ігри про управління»).
Simcity представляє собою одну з перших успішних свого жанру. Різноманіття інших подібних ігор жанру включає симулятори містобудування, як наприклад Caesar, The Settlers чи Anno, чисті економічні симулятори типу Capitalism чи інші симулятори як Theme Park.